# Pas pour moi
Chansons représentant la Suisse au Concours Eurovision de la chanson
Piano, piano
(1985) Moitié, moitié
(1987)
Singles de Daniela Simons
Repars à zéro
(1985) Shout Back
(1988)
Pas pour moi est une chanson de la chanteuse italo-suisse Daniela Simons, sortie en single en 1986. C'est la chanson représentant la Suisse au Concours Eurovision de la chanson 1986.

## Adaptation
Outre sa version originale en français, Daniela Simons a également enregistré la chanson en allemand, anglais et néerlandais sous les titres respectifs Geh' nicht vorbei, Candlelight et Nee voor mij.

## À l'Eurovision

### Sélection
Pas pour moi de Daniela Simmons est sélectionné par le radiodiffuseur suisse SSR lors de la finale nationale Concours Eurovision '86.
La chanson Pas pour moi est finalement sélectionnée — ayant obtenu 48 points — pour représenter la Suisse au Concours Eurovision de la chanson 1986 le 3 mai à Bergen, en Norvège.

### À Bergen
La chanson est intégralement interprétée en français, l'une des quatre langues nationales de la Suisse, comme l'impose la règle de 1977 à 1998. L'orchestre est dirigé par Atilla Şereftuğ.
Pas pour moi est la dixième chanson interprétée lors de la soirée, suivant Valentino de Cadillac (en) pour l'Espagne et précédant Yavoh Yom de Moti Giladi & Sarai Tzuriel pour Israël.
À la fin du vote, Pas pour moi obtient 140 points et termine 2e sur 20 chansons,.

## Liste des titres
Toutes les chansons sont écrites et composées par Nella Martinetti, Atilla Şereftuğ.
| A. | Pas pour moi                          | 3:00 |
| B. | Geh' nicht vorbei (version allemande) | 3:00 |

## Historique de sortie
| Pays              | Date     | Format   | Label   |
| ----------------- | -------- | -------- | ------- |
| - Suisse - Divers | mai 1986 | 45 tours | Polydor |